# نادي يابلونتس
نادي يابلونتس لكرة القدم (Fotbalový Klub Jablonec, a.s.) هو نادي كرة قدم محترف من مدينة يابلونتس ناد نيسو في جمهورية التشيك، تأسس سنة 1945. يلعب حالياً في الدوري التشيكي الممتاز منذ عام 1994.

## الإنجازات

### المحلية
- كأس التشيك
  - البطل (2): 1997–98، 2012–13
  - الوصيف (5): 2002–03، 2006–07، 2009–10، 2014–15، 2015–16
- كأس السوبر التشيكي
  - البطل (1): 2013
- دوري الدرجة الثانية
  - البطل (1): 1993–94

### المشاركات الأوروبية
| الموسم  | المنافسة             | المرحلة                | الخصم            | نتيجة الإياب | نتيجة الذهاب | النتيجة الإجمالية |
| ------- | -------------------- | ---------------------- | ---------------- | ------------ | ------------ | ----------------- |
| 1997–98 | الدوري الأوروبي      | الدور التأهيلي الأول   | قره باغ          | 5–0          | 3–0          | 8–0               |
| 1997–98 | الدوري الأوروبي      | الدور التأهيلي الثاني  | أوربرو           | 1–1          | 0–0          | 1–1               |
| 1998–99 | كأس الكؤوس الأوروبية | الدور الأول            | أبولون ليماسول   | 2–1          | 1–2          | 3–3 (3–4 ر)       |
| 2007–08 | الدوري الأوروبي      | الدور التأهيلي الثاني  | أوستريا فيينا    | 1–1          | 3–4          | 4–5               |
| 2010–11 | الدوري الأوروبي      | الدور التأهيلي الثالث  | APOEL            | 1–3          | 0–1          | 1–4               |
| 2011–12 | الدوري الأوروبي      | الدور التأهيلي الثاني  | فلامورتاري فلوره | 5–1          | 2–0          | 7–1               |
| 2011–12 | الدوري الأوروبي      | الدور التأهيلي الثالث  | إي زد ألكمار     | 1–1          | 0–2          | 1–3               |
| 2013–14 | الدوري الأوروبي      | الدور التأهيلي الثالث  | سترومسغودست      | 2–1          | 3–1          | 5–2               |
| 2013–14 | الدوري الأوروبي      | جولة المباريات الفاصلة | ريال بيتيس       | 1–2          | 0–6          | 1–8               |
| 2015–16 | الدوري الأوروبي      | الدور التأهيلي الثالث  | كوبنهاغن         | 0–1          | 3–2          | 3–3               |
| 2015–16 | الدوري الأوروبي      | جولة المباريات الفاصلة | أياكس أمستردام   | 0–0          | 0–1          | 0–1               |

## وصلات خارجية
- الموقع الرسمي